# Pobjede McLarena u Formuli 1
| Rb.  | Sezona | Vozač              | Datum         | Velika Nagrada      | Staza              | Šasija          | Motor                        | Gume | Grid |
| ---- | ------ | ------------------ | ------------- | ------------------- | ------------------ | --------------- | ---------------------------- | ---- | ---- |
| 1.   | 1968.  | Bruce McLaren      | 9. lipnja     | VN Belgije          | Spa-Francorchamps  | McLaren M7A     | Ford Cosworth DFV V8 3.0     | G    | 6.   |
| 2.   | 1968.  | Denny Hulme        | 8. rujna      | VN Italije          | Monza              | McLaren M7A     | Ford Cosworth DFV V8 3.0     | G    | 7.   |
| 3.   | 1968.  | Denny Hulme        | 22. rujna     | VN Kanade           | Mont-Tremblant     | McLaren M7A     | Ford Cosworth DFV V8 3.0     | G    | 6.   |
| 4.   | 1969.  | Denny Hulme        | 19. listopada | VN Meksika          | Magdalena Mixhuca  | McLaren M7A     | Ford Cosworth DFV V8 3.0     | G    | 4.   |
| 5.   | 1972.  | Denny Hulme        | 4. ožujka     | VN Južne Afrike     | Kyalami            | McLaren M19A    | Ford Cosworth DFV V8 3.0     | G    | 5.   |
| 6.   | 1973.  | Denny Hulme        | 17. lipnja    | VN Švedske          | Anderstorp         | McLaren M23     | Ford Cosworth DFV V8 3.0     | G    | 6.   |
| 7.   | 1973.  | Peter Revson       | 14. srpnja    | VN Velike Britanije | Silverstone        | McLaren M23     | Ford Cosworth DFV V8 3.0     | G    | 3.   |
| 8.   | 1973.  | Peter Revson       | 23. rujna     | VN Kanade           | Mosport Park       | McLaren M23     | Ford Cosworth DFV V8 3.0     | G    | 2.   |
| 9.   | 1974.  | Denny Hulme        | 13. siječnja  | VN Argentine        | Buenos Aires       | McLaren M23     | Ford Cosworth DFV V8 3.0     | G    | 10.  |
| 10.  | 1974.  | Emerson Fittipaldi | 27. siječnja  | VN Brazila          | Interlagos         | McLaren M23     | Ford Cosworth DFV V8 3.0     | G    | 1.   |
| 11.  | 1974.  | Emerson Fittipaldi | 12. svibnja   | VN Belgije          | Nivelles           | McLaren M23     | Ford Cosworth DFV V8 3.0     | G    | 4.   |
| 12.  | 1974.  | Emerson Fittipaldi | 22. rujna     | VN Kanade           | Mosport Park       | McLaren M23     | Ford Cosworth DFV V8 3.0     | G    | 1.   |
| 13.  | 1975.  | Emerson Fittipaldi | 12. siječnja  | VN Argentine        | Buenos Aires       | McLaren M23     | Ford Cosworth DFV V8 3.0     | G    | 4.   |
| 14.  | 1975.  | Jochen Mass        | 27. travnja   | VN Španjolske       | Montjuïc           | McLaren M23     | Ford Cosworth DFV V8 3.0     | G    | 11.  |
| 15.  | 1975.  | Emerson Fittipaldi | 19. srpnja    | VN Velike Britanije | Silverstone        | McLaren M23     | Ford Cosworth DFV V8 3.0     | G    | 7.   |
| 16.  | 1976.  | James Hunt         | 2. svibnja    | VN Španjolske       | Jarama             | McLaren M23     | Ford Cosworth DFV V8 3.0     | G    | 1.   |
| 17.  | 1976.  | James Hunt         | 4. srpnja     | VN Francuske        | Le Castellet       | McLaren M23     | Ford Cosworth DFV V8 3.0     | G    | 1.   |
| 18.  | 1976.  | James Hunt         | 1. kolovoza   | VN Njemačke         | Nürburgring        | McLaren M23     | Ford Cosworth DFV V8 3.0     | G    | 1.   |
| 19.  | 1976.  | James Hunt         | 29. kolovoza  | VN Nizozemske       | Zandvoort          | McLaren M23     | Ford Cosworth DFV V8 3.0     | G    | 2.   |
| 20.  | 1976.  | James Hunt         | 3. listopada  | VN Kanade           | Mosport Park       | McLaren M23     | Ford Cosworth DFV V8 3.0     | G    | 1.   |
| 21.  | 1976.  | James Hunt         | 10. listopada | VN SAD - Istok      | Watkins Glen       | McLaren M23     | Ford Cosworth DFV V8 3.0     | G    | 1.   |
| 22.  | 1977.  | James Hunt         | 16. srpnja    | VN Velike Britanije | Silverstone        | McLaren M26     | Ford Cosworth DFV V8 3.0     | G    | 1.   |
| 23.  | 1977.  | James Hunt         | 2. listopada  | VN SAD - Istok      | Watkins Glen       | McLaren M26     | Ford Cosworth DFV V8 3.0     | G    | 1.   |
| 24.  | 1977.  | James Hunt         | 23. listopada | VN Japana           | Fuji               | McLaren M26     | Ford Cosworth DFV V8 3.0     | G    | 2.   |
| 25.  | 1981.  | John Watson        | 18. srpnja    | VN Velike Britanije | Silverstone        | McLaren MP4/1   | Ford Cosworth DFV V8 3.0     | M    | 5.   |
| 26.  | 1982.  | Niki Lauda         | 4. travnja    | VN SAD - Zapad      | Long Beach         | McLaren MP4/1B  | Ford Cosworth DFV V8 3.0     | M    | 2.   |
| 27.  | 1982.  | John Watson        | 9. svibnja    | VN Belgije          | Zolder             | McLaren MP4/1B  | Ford Cosworth DFV V8 3.0     | M    | 10.  |
| 28.  | 1982.  | John Watson        | 6. lipnja     | VN SAD - Istok      | Detroit            | McLaren MP4/1B  | Ford Cosworth DFV V8 3.0     | M    | 17.  |
| 29.  | 1982.  | Niki Lauda         | 18. srpnja    | VN Velike Britanije | Brands Hatch       | McLaren MP4/1B  | Ford Cosworth DFV V8 3.0     | M    | 5.   |
| 30.  | 1983.  | John Watson        | 27. ožujka    | VN SAD - Zapad      | Long Beach         | McLaren MP4/1C  | Ford Cosworth DFV V8 3.0     | M    | 22.  |
| 31.  | 1984.  | Alain Prost        | 25. ožujka    | VN Brazila          | Jacarepaguá        | McLaren MP4/2   | TAG Porsche TTE P01 V6 t 1.5 | M    | 4.   |
| 32.  | 1984.  | Niki Lauda         | 7. travnja    | VN Južne Afrike     | Kyalami            | McLaren MP4/2   | TAG Porsche TTE P01 V6 t 1.5 | M    | 7.   |
| 33.  | 1984.  | Alain Prost        | 6. svibnja    | VN San Marina       | Imola              | McLaren MP4/2   | TAG Porsche TTE P01 V6 t 1.5 | M    | 2.   |
| 34.  | 1984.  | Niki Lauda         | 20. svibnja   | VN Francuske        | Dijon              | McLaren MP4/2   | TAG Porsche TTE P01 V6 t 1.5 | M    | 9.   |
| 35.  | 1984.  | Alain Prost        | 3. lipnja     | VN Monaka           | Monaco             | McLaren MP4/2   | TAG Porsche TTE P01 V6 t 1.5 | M    | 1.   |
| 36.  | 1984.  | Niki Lauda         | 22. srpnja    | VN Velike Britanije | Brands Hatch       | McLaren MP4/2   | TAG Porsche TTE P01 V6 t 1.5 | M    | 3.   |
| 37.  | 1984.  | Alain Prost        | 5. kolovoza   | VN Njemačke         | Hockenheimring     | McLaren MP4/2   | TAG Porsche TTE P01 V6 t 1.5 | M    | 1.   |
| 38.  | 1984.  | Niki Lauda         | 19. kolovoza  | VN Austrije         | Österreichring     | McLaren MP4/2   | TAG Porsche TTE P01 V6 t 1.5 | M    | 4.   |
| 39.  | 1984.  | Alain Prost        | 26. kolovoza  | VN Nizozemske       | Zandvoort          | McLaren MP4/2   | TAG Porsche TTE P01 V6 t 1.5 | M    | 1.   |
| 40.  | 1984.  | Niki Lauda         | 9. rujna      | VN Italije          | Monza              | McLaren MP4/2   | TAG Porsche TTE P01 V6 t 1.5 | M    | 4.   |
| 41.  | 1984.  | Alain Prost        | 7. listopada  | VN Europe           | Nürburgring        | McLaren MP4/2   | TAG Porsche TTE P01 V6 t 1.5 | M    | 2.   |
| 42.  | 1984.  | Alain Prost        | 21. listopada | VN Portugala        | Estoril            | McLaren MP4/2   | TAG Porsche TTE P01 V6 t 1.5 | M    | 2.   |
| 43.  | 1985.  | Alain Prost        | 7. travnja    | VN Brazila          | Jacarepaguá        | McLaren MP4/2B  | TAG Porsche TTE P01 V6 t 1.5 | G    | 6.   |
| 44.  | 1985.  | Alain Prost        | 19. svibnja   | VN Monaka           | Monaco             | McLaren MP4/2B  | TAG Porsche TTE P01 V6 t 1.5 | G    | 5.   |
| 45.  | 1985.  | Alain Prost        | 21. srpnja    | VN Velike Britanije | Silverstone        | McLaren MP4/2B  | TAG Porsche TTE P01 V6 t 1.5 | G    | 3.   |
| 46.  | 1985.  | Alain Prost        | 18. kolovoza  | VN Austrije         | Österreichring     | McLaren MP4/2B  | TAG Porsche TTE P01 V6 t 1.5 | G    | 1.   |
| 47.  | 1985.  | Niki Lauda         | 25. kolovoza  | VN Nizozemske       | Zandvoort          | McLaren MP4/2B  | TAG Porsche TTE P01 V6 t 1.5 | G    | 10.  |
| 48.  | 1985.  | Alain Prost        | 8. rujna      | VN Italije          | Monza              | McLaren MP4/2B  | TAG Porsche TTE P01 V6 t 1.5 | G    | 5.   |
| 49.  | 1986.  | Alain Prost        | 27. travnja   | VN San Marina       | Imola              | McLaren MP4/2C  | TAG Porsche TTE P01 V6 t 1.5 | G    | 4.   |
| 50.  | 1986.  | Alain Prost        | 11. svibnja   | VN Monaka           | Monaco             | McLaren MP4/2C  | TAG Porsche TTE P01 V6 t 1.5 | G    | 1.   |
| 51.  | 1986.  | Alain Prost        | 17. kolovoza  | VN Austrije         | Österreichring     | McLaren MP4/2C  | TAG Porsche TTE P01 V6 t 1.5 | G    | 5.   |
| 52.  | 1986.  | Alain Prost        | 26. listopada | VN Australije       | Adelaide           | McLaren MP4/2C  | TAG Porsche TTE P01 V6 t 1.5 | G    | 4.   |
| 53.  | 1987.  | Alain Prost        | 12. travnja   | VN Brazila          | Jacarepaguá        | McLaren MP4/3   | TAG Porsche TTE P01 V6 t 1.5 | G    | 5.   |
| 54.  | 1987.  | Alain Prost        | 17. svibnja   | VN Belgije          | Spa-Francorchamps  | McLaren MP4/3   | TAG Porsche TTE P01 V6 t 1.5 | G    | 6.   |
| 55.  | 1987.  | Alain Prost        | 20. rujna     | VN Portugala        | Estoril            | McLaren MP4/3   | TAG Porsche TTE P01 V6 t 1.5 | G    | 3.   |
| 56.  | 1988.  | Alain Prost        | 3. travnja    | VN Brazila          | Jacarepaguá        | McLaren MP4/4   | Honda RA168E V6t 1.5         | G    | 3.   |
| 57.  | 1988.  | Ayrton Senna       | 1. svibnja    | VN San Marina       | Imola              | McLaren MP4/4   | Honda RA168E V6t 1.5         | G    | 1.   |
| 58.  | 1988.  | Alain Prost        | 15. svibnja   | VN Monaka           | Monaco             | McLaren MP4/4   | Honda RA168E V6t 1.5         | G    | 2.   |
| 59.  | 1988.  | Alain Prost        | 29. svibnja   | VN Meksika          | Hermanos Rodríguez | McLaren MP4/4   | Honda RA168E V6t 1.5         | G    | 2.   |
| 60.  | 1988.  | Ayrton Senna       | 12. lipnja    | VN Kanade           | Montréal           | McLaren MP4/4   | Honda RA168E V6t 1.5         | G    | 1.   |
| 61.  | 1988.  | Ayrton Senna       | 19. lipnja    | VN SAD              | Detroit            | McLaren MP4/4   | Honda RA168E V6t 1.5         | G    | 1.   |
| 62.  | 1988.  | Alain Prost        | 3. srpnja     | VN Francuske        | Le Castellet       | McLaren MP4/4   | Honda RA168E V6t 1.5         | G    | 1.   |
| 63.  | 1988.  | Ayrton Senna       | 10. srpnja    | VN Velike Britanije | Silverstone        | McLaren MP4/4   | Honda RA168E V6t 1.5         | G    | 3.   |
| 64.  | 1988.  | Ayrton Senna       | 24. srpnja    | VN Njemačke         | Hockenheimring     | McLaren MP4/4   | Honda RA168E V6t 1.5         | G    | 1.   |
| 65.  | 1988.  | Ayrton Senna       | 7. kolovoza   | VN Mađarske         | Hungaroring        | McLaren MP4/4   | Honda RA168E V6t 1.5         | G    | 1.   |
| 66.  | 1988.  | Ayrton Senna       | 28. kolovoza  | VN Belgije          | Spa-Francorchamps  | McLaren MP4/4   | Honda RA168E V6t 1.5         | G    | 1.   |
| 67.  | 1988.  | Alain Prost        | 25. rujna     | VN Portugala        | Estoril            | McLaren MP4/4   | Honda RA168E V6t 1.5         | G    | 1.   |
| 68.  | 1988.  | Alain Prost        | 2. listopada  | VN Španjolske       | Jerez              | McLaren MP4/4   | Honda RA168E V6t 1.5         | G    | 2.   |
| 69.  | 1988.  | Ayrton Senna       | 30. listopada | VN Japana           | Suzuka             | McLaren MP4/4   | Honda RA168E V6t 1.5         | G    | 1.   |
| 70.  | 1988.  | Alain Prost        | 12. studenog  | VN Australije       | Adelaide           | McLaren MP4/4   | Honda RA168E V6t 1.5         | G    | 2.   |
| 71.  | 1989.  | Ayrton Senna       | 23. travnja   | VN San Marina       | Imola              | McLaren MP4/5   | Honda RA109E V10 3.5         | G    | 1.   |
| 72.  | 1989.  | Ayrton Senna       | 7. svibnja    | VN Monaka           | Monaco             | McLaren MP4/5   | Honda RA109E V10 3.5         | G    | 1.   |
| 73.  | 1989.  | Ayrton Senna       | 28. svibnja   | VN Meksika          | Hermanos Rodríguez | McLaren MP4/5   | Honda RA109E V10 3.5         | G    | 1.   |
| 74.  | 1989.  | Alain Prost        | 4. lipnja     | VN SAD              | Phoenix            | McLaren MP4/5   | Honda RA109E V10 3.5         | G    | 2.   |
| 75.  | 1989.  | Alain Prost        | 9. srpnja     | VN Francuske        | Paul Ricard        | McLaren MP4/5   | Honda RA109E V10 3.5         | G    | 1.   |
| 76.  | 1989.  | Alain Prost        | 16. srpnja    | VN Velike Britanije | Silverstone        | McLaren MP4/5   | Honda RA109E V10 3.5         | G    | 2.   |
| 77.  | 1989.  | Ayrton Senna       | 30. srpnja    | VN Njemačke         | Hockenheimring     | McLaren MP4/5   | Honda RA109E V10 3.5         | G    | 1.   |
| 78.  | 1989.  | Ayrton Senna       | 27. kolovoza  | VN Belgije          | Spa-Francorchamps  | McLaren MP4/5   | Honda RA109E V10 3.5         | G    | 1.   |
| 79.  | 1989.  | Alain Prost        | 10. rujna     | VN Italije          | Monza              | McLaren MP4/5   | Honda RA109E V10 3.5         | G    | 4.   |
| 80.  | 1989.  | Ayrton Senna       | 1. listopada  | VN Španjolske       | Jerez              | McLaren MP4/5   | Honda RA109E V10 3.5         | G    | 1.   |
| 81.  | 1990.  | Ayrton Senna       | 11. ožujka    | VN SAD              | Phoenix            | McLaren MP4/5B  | Honda RA100E V10 3.5         | G    | 5.   |
| 82.  | 1990.  | Ayrton Senna       | 27. svibnja   | VN Monaka           | Monaco             | McLaren MP4/5B  | Honda RA100E V10 3.5         | G    | 1.   |
| 83.  | 1990.  | Ayrton Senna       | 10. lipnja    | VN Kanade           | Montréal           | McLaren MP4/5B  | Honda RA100E V10 3.5         | G    | 1.   |
| 84.  | 1990.  | Ayrton Senna       | 29. srpnja    | VN Njemačke         | Hockenheimring     | McLaren MP4/5B  | Honda RA100E V10 3.5         | G    | 1.   |
| 85.  | 1990.  | Ayrton Senna       | 26. kolovoza  | VN Belgije          | Spa-Francorchamps  | McLaren MP4/5B  | Honda RA100E V10 3.5         | G    | 1.   |
| 86.  | 1990.  | Ayrton Senna       | 9. rujna      | VN Italije          | Monza              | McLaren MP4/5B  | Honda RA100E V10 3.5         | G    | 1.   |
| 87.  | 1991.  | Ayrton Senna       | 10. ožujka    | VN SAD              | Phoenix            | McLaren MP4/6   | Honda RA121E V12 3.5         | G    | 1.   |
| 88.  | 1991.  | Ayrton Senna       | 24. ožujka    | VN Brazila          | Interlagos         | McLaren MP4/6   | Honda RA121E V12 3.5         | G    | 1.   |
| 89.  | 1991.  | Ayrton Senna       | 28. travnja   | VN San Marina       | Imola              | McLaren MP4/6   | Honda RA121E V12 3.5         | G    | 1.   |
| 90.  | 1991.  | Ayrton Senna       | 12. svibnja   | VN Monaka           | Monaco             | McLaren MP4/6   | Honda RA121E V12 3.5         | G    | 1.   |
| 91.  | 1991.  | Ayrton Senna       | 11. kolovoza  | VN Mađarske         | Hungaroring        | McLaren MP4/6   | Honda RA121E V12 3.5         | G    | 1.   |
| 92.  | 1991.  | Ayrton Senna       | 25. kolovoza  | VN Belgije          | Spa-Francorchamps  | McLaren MP4/6   | Honda RA121E V12 3.5         | G    | 1.   |
| 93.  | 1991.  | Gerhard Berger     | 20. listopada | VN Japana           | Suzuka             | McLaren MP4/6   | Honda RA121E V12 3.5         | G    | 1.   |
| 94.  | 1991.  | Ayrton Senna       | 3. studenog   | VN Australije       | Adelaide           | McLaren MP4/6   | Honda RA121E V12 3.5         | G    | 1.   |
| 95.  | 1992.  | Ayrton Senna       | 31. svibnja   | VN Monaka           | Monaco             | McLaren MP4/7A  | Honda RA122E V12 3.5         | G    | 3.   |
| 96.  | 1992.  | Gerhard Berger     | 14. lipnja    | VN Kanade           | Montréal           | McLaren MP4/7A  | Honda RA122E V12 3.5         | G    | 4.   |
| 97.  | 1992.  | Ayrton Senna       | 16. kolovoza  | VN Mađarske         | Hungaroring        | McLaren MP4/7A  | Honda RA122E V12 3.5         | G    | 3.   |
| 98.  | 1992.  | Ayrton Senna       | 13. rujna     | VN Italije          | Monaz              | McLaren MP4/7A  | Honda RA122E V12 3.5         | G    | 2.   |
| 99.  | 1992.  | Gerhard Berger     | 8. studenog   | VN Australije       | Adelaide           | McLaren MP4/7A  | Honda RA122E V12 3.5         | G    | 4.   |
| 100. | 1993.  | Ayrton Senna       | 28. ožujka    | VN Brazila          | Interlagos         | McLaren MP4/8   | Ford Cosworth HB V8 3.5      | G    | 3.   |
| 101. | 1993.  | Ayrton Senna       | 11. travnja   | VN Europe           | Donington          | McLaren MP4/8   | Ford Cosworth HB V8 3.5      | G    | 4.   |
| 102. | 1993.  | Ayrton Senna       | 23. svibnja   | VN Monaka           | Monaco             | McLaren MP4/8   | Ford Cosworth HB V8 3.5      | G    | 3.   |
| 103. | 1993.  | Ayrton Senna       | 24. listopada | VN Japana           | Suzuka             | McLaren MP4/8   | Ford Cosworth HB V8 3.5      | G    | 2.   |
| 104. | 1993.  | Ayrton Senna       | 7. studenog   | VN Australije       | Adelaide           | McLaren MP4/8   | Ford Cosworth HB V8 3.5      | G    | 1.   |
| 105. | 1997.  | David Coulthard    | 9. ožujka     | VN Australije       | Melbourne          | McLaren MP4/12  | Mercedes FO 110E V10 3.0     | G    | 4.   |
| 106. | 1997.  | David Coulthard    | 7. rujna      | VN Italije          | Monza              | McLaren MP4/12  | Mercedes FO 110E V10 3.0     | G    | 6.   |
| 107. | 1997.  | Mika Häkkinen      | 26. listopada | VN Europe           | Jerez              | McLaren MP4/12  | Mercedes FO 110E V10 3.0     | G    | 5.   |
| 108. | 1998.  | Mika Häkkinen      | 8. ožujka     | VN Australije       | Melbourne          | McLaren MP4/13  | Mercedes FO 110G V10 3.0     | B    | 1.   |
| 109. | 1998.  | Mika Häkkinen      | 29. ožujka    | VN Brazila          | Interlagos         | McLaren MP4/13  | Mercedes FO 110G V10 3.0     | B    | 1.   |
| 110. | 1998.  | David Coulthard    | 26. travnja   | VN San Marina       | Imola              | McLaren MP4/13  | Mercedes FO 110G V10 3.0     | B    | 1.   |
| 111. | 1998.  | Mika Häkkinen      | 10. svibnja   | VN Španjolske       | Barcelona          | McLaren MP4/13  | Mercedes FO 110G V10 3.0     | B    | 1.   |
| 112. | 1998.  | Mika Häkkinen      | 24. svibnja   | VN Monaka           | Monaco             | McLaren MP4/13  | Mercedes FO 110G V10 3.0     | B    | 1.   |
| 113. | 1998.  | Mika Häkkinen      | 26. srpnja    | VN Austrije         | Spielberg          | McLaren MP4/13  | Mercedes FO 110G V10 3.0     | B    | 3.   |
| 114. | 1998.  | Mika Häkkinen      | 2. kolovoza   | VN Njemačke         | Hockenheimring     | McLaren MP4/13  | Mercedes FO 110G V10 3.0     | B    | 1.   |
| 115. | 1998.  | Mika Häkkinen      | 27. rujna     | VN Luksemburga      | Nürburgring        | McLaren MP4/13  | Mercedes FO 110G V10 3.0     | B    | 3.   |
| 116. | 1998.  | Mika Häkkinen      | 1. studenog   | VN Japana           | Suzuka             | McLaren MP4/13  | Mercedes FO 110G V10 3.0     | B    | 2.   |
| 117. | 1999.  | Mika Häkkinen      | 11. travnja   | VN Brazila          | Interlagos         | McLaren MP4/14  | Mercedes FO 110H V10 3.0     | B    | 1.   |
| 118. | 1999.  | Mika Häkkinen      | 30. svibnja   | VN Španjolske       | Barcelona          | McLaren MP4/14  | Mercedes FO 110H V10 3.0     | B    | 1.   |
| 119. | 1999.  | Mika Häkkinen      | 13. lipnja    | VN Kanade           | Montréal           | McLaren MP4/14  | Mercedes FO 110H V10 3.0     | B    | 2.   |
| 120. | 1999.  | David Coulthard    | 11. srpnja    | VN Velike Britanije | Silverstone        | McLaren MP4/14  | Mercedes FO 110H V10 3.0     | B    | 3.   |
| 121. | 1999.  | Mika Häkkinen      | 15. kolovoza  | VN Mađarske         | Hungaroring        | McLaren MP4/14  | Mercedes FO 110H V10 3.0     | B    | 1.   |
| 122. | 1999.  | David Coulthard    | 29. kolovoza  | VN Belgije          | Spa-Francorchamps  | McLaren MP4/14  | Mercedes FO 110H V10 3.0     | B    | 2.   |
| 123. | 1999.  | Mika Häkkinen      | 31. listopada | VN Japana           | Suzuka             | McLaren MP4/14  | Mercedes FO 110H V10 3.0     | B    | 2.   |
| 124. | 2000.  | David Coulthard    | 24. travnja   | VN Velike Britanije | Silverstone        | McLaren MP4/15  | Mercedes FO 110J V10 3.0     | B    | 4.   |
| 125. | 2000.  | Mika Häkkinen      | 7. svibnja    | VN Španjolske       | Barcelona          | McLaren MP4/15  | Mercedes FO 110J V10 3.0     | B    | 2.   |
| 126. | 2000.  | David Coulthard    | 4. lipnja     | VN Monaka           | Monaco             | McLaren MP4/15  | Mercedes FO 110J V10 3.0     | B    | 3.   |
| 127. | 2000.  | David Coulthard    | 2. srpnja     | VN Francuske        | Magny-Cours        | McLaren MP4/15  | Mercedes FO 110J V10 3.0     | B    | 2.   |
| 128. | 2000.  | Mika Häkkinen      | 16. srpnja    | VN Austrije         | Spielberg          | McLaren MP4/15  | Mercedes FO 110J V10 3.0     | B    | 1.   |
| 129. | 2000.  | Mika Häkkinen      | 13. kolovoza  | VN Mađarske         | Hungaroring        | McLaren MP4/15  | Mercedes FO 110J V10 3.0     | B    | 3.   |
| 130. | 2000.  | Mika Häkkinen      | 27. kolovoza  | VN Belgije          | Spa-Francorchamps  | McLaren MP4/15  | Mercedes FO 110J V10 3.0     | B    | 1.   |
| 131. | 2001.  | David Coulthard    | 1. travnja    | VN Brazila          | Interlagos         | McLaren MP4-16  | Mercedes FO 110K V10 3.0     | B    | 5.   |
| 132. | 2001.  | David Coulthard    | 13. svibnja   | VN Austrije         | Spileberg          | McLaren MP4-16  | Mercedes FO 110K V10 3.0     | B    | 7.   |
| 133. | 2001.  | Mika Häkkinen      | 15. srpnja    | VN Velike Britanije | Silverstone        | McLaren MP4-16  | Mercedes FO 110K V10 3.0     | B    | 2.   |
| 134. | 2001.  | Mika Häkkinen      | 30. rujna     | VN SAD              | Indianapolis       | McLaren MP4-16  | Mercedes FO 110K V10 3.0     | B    | 4.   |
| 135. | 2002.  | David Coulthard    | 26. svibnja   | VN Monaka           | Monaco             | McLaren MP4-17  | Mercedes FO 110M V10 3.0     | M    | 2.   |
| 136. | 2003.  | David Coulthard    | 9. ožujka     | VN Australije       | Melbourne          | McLaren MP4-17D | Mercedes FO 110P V10 3.0     | M    | 11.  |
| 137. | 2003.  | Kimi Räikkönen     | 23. ožujka    | VN Malezije         | Sepang             | McLaren MP4-17D | Mercedes FO 110P V10 3.0     | M    | 7.   |
| 138. | 2004.  | Kimi Räikkönen     | 29. kolovoza  | VN Belgije          | Spa-Francorchamps  | McLaren MP4-19B | Mercedes FO 110Q V10 3.0     | M    | 10.  |
| 139. | 2005.  | Kimi Räikkönen     | 8. svibnja    | VN Španjolske       | Barcelona          | McLaren MP4-20  | Mercedes FO 110R V10 3.0     | M    | 1.   |
| 140. | 2005.  | Kimi Räikkönen     | 22. svibnja   | VN Monaka           | Monaco             | McLaren MP4-20  | Mercedes FO 110R V10 3.0     | M    | 1.   |
| 141. | 2005.  | Kimi Räikkönen     | 12. lipnja    | VN Kanade           | Montréal           | McLaren MP4-20  | Mercedes FO 110R V10 3.0     | M    | 7.   |
| 142. | 2005.  | Juan Pablo Montoya | 10. srpnja    | VN Velike Britanije | Silverstone        | McLaren MP4-20  | Mercedes FO 110R V10 3.0     | M    | 4.   |
| 143. | 2005.  | Kimi Räikkönen     | 31. srpnja    | VN Mađarske         | Hungaroring        | McLaren MP4-20  | Mercedes FO 110R V10 3.0     | M    | 4.   |
| 144. | 2005.  | Kimi Räikkönen     | 21. kolovoza  | VN Turske           | Istanbul           | McLaren MP4-20  | Mercedes FO 110R V10 3.0     | M    | 1.   |
| 145. | 2005.  | Juan Pablo Montoya | 4. rujna      | VN Italije          | Monza              | McLaren MP4-20  | Mercedes FO 110R V10 3.0     | M    | 2.   |
| 146. | 2005.  | Kimi Räikkönen     | 11. rujna     | VN Belgije          | Spa-Francorchamps  | McLaren MP4-20  | Mercedes FO 110R V10 3.0     | M    | 2.   |
| 147. | 2005.  | Juan Pablo Montoya | 21. rujna     | VN Brazila          | Interlagos         | McLaren MP4-20  | Mercedes FO 110R V10 3.0     | M    | 2.   |
| 148. | 2005.  | Kimi Räikkönen     | 9. listopada  | VN Japana           | Suzuka             | McLaren MP4-20  | Mercedes FO 110R V10 3.0     | M    | 17.  |
| 149. | 2007.  | Fernando Alonso    | 8. travnja    | VN Malezije         | Sepang             | McLaren MP4-22  | Mercedes FO 108T V8 2.4      | B    | 2.   |
| 150. | 2007.  | Fernando Alonso    | 27. svibnja   | VN Monaka           | Monaco             | McLaren MP4-22  | Mercedes FO 108T V8 2.4      | B    | 1.   |
| 151. | 2007.  | Lewis Hamilton     | 10. lipnja    | VN Kanade           | Montréal           | McLaren MP4-22  | Mercedes FO 108T V8 2.4      | B    | 1.   |
| 152. | 2007.  | Lewis Hamilton     | 17. lipnja    | VN SAD              | Indianapolis       | McLaren MP4-22  | Mercedes FO 108T V8 2.4      | B    | 1.   |
| 153. | 2007.  | Fernando Alonso    | 22. srpnja    | VN Europe           | Nürburgring        | McLaren MP4-22  | Mercedes FO 108T V8 2.4      | B    | 2.   |
| 154. | 2007.  | Lewis Hamilton     | 5. kolovoza   | VN Mađarske         | Hungaroring        | McLaren MP4-22  | Mercedes FO 108T V8 2.4      | B    | 1.   |
| 155. | 2007.  | Fernando Alonso    | 9. rujna      | VN Italije          | Monza              | McLaren MP4-22  | Mercedes FO 108T V8 2.4      | B    | 1.   |
| 156. | 2007.  | Lewis Hamilton     | 30. rujna     | VN Japana           | Fuji               | McLaren MP4-22  | Mercedes FO 108T V8 2.4      | B    | 1.   |
| 157. | 2008.  | Lewis Hamilton     | 16. ožujka    | VN Australije       | Melbourne          | McLaren MP4-23  | Mercedes FO 108V V8 2.4      | B    | 1.   |
| 158. | 2008.  | Lewis Hamilton     | 25. svibnja   | VN Monaka           | Monaco             | McLaren MP4-23  | Mercedes FO 108V V8 2.4      | B    | 3.   |
| 159. | 2008.  | Lewis Hamilton     | 6. srpnja     | VN Velike Britanije | Silverstone        | McLaren MP4-23  | Mercedes FO 108V V8 2.4      | B    | 4.   |
| 160. | 2008.  | Lewis Hamilton     | 20. srpnja    | VN Njemačke         | Hockenheimring     | McLaren MP4-23  | Mercedes FO 108V V8 2.4      | B    | 1.   |
| 161. | 2008.  | Heikki Kovalainen  | 3. kolovoza   | VN Mađarske         | Hungaroring        | McLaren MP4-23  | Mercedes FO 108V V8 2.4      | B    | 2.   |
| 162. | 2008.  | Lewis Hamilton     | 19. listopada | VN Kine             | Shanghai           | McLaren MP4-23  | Mercedes FO 108V V8 2.4      | B    | 1.   |
| 163. | 2009.  | Lewis Hamilton     | 26. srpnja    | VN Mađarske         | Hungaroring        | McLaren MP4-24  | Mercedes FO 108W V8 2.4      | B    | 4.   |
| 164. | 2009.  | Lewis Hamilton     | 27. rujna     | VN Singapura        | Marina Bay         | McLaren MP4-24  | Mercedes FO 108W V8 2.4      | B    | 1.   |
| 165. | 2010.  | Jenson Button      | 28. ožujka    | VN Australije       | Melbourne          | McLaren MP4-25  | Mercedes FO 108X V8 2.4      | B    | 4.   |
| 166. | 2010.  | Jenson Button      | 18. travnja   | VN Kine             | Shanghai           | McLaren MP4-25  | Mercedes FO 108X V8 2.4      | B    | 5.   |
| 167. | 2010.  | Lewis Hamilton     | 30. svibnja   | VN Turske           | Istanbul           | McLaren MP4-25  | Mercedes FO 108X V8 2.4      | B    | 2.   |
| 168. | 2010.  | Lewis Hamilton     | 13. lipnja    | VN Kanade           | Montréal           | McLaren MP4-25  | Mercedes FO 108X V8 2.4      | B    | 1.   |
| 169. | 2010.  | Lewis Hamilton     | 29. kolovoza  | VN Belgije          | Spa-Francorchamps  | McLaren MP4-25  | Mercedes FO 108X V8 2.4      | B    | 2.   |

## Vanjske poveznice
- McLaren - F1 Stats